# Sender Lienz
Der Sender Lienz war eine Sendeeinrichtung des ORF in Lienz für Mittelwelle, welche 1958 in Betrieb ging. Der Sender Lienz strahlte das 1. Programm (Österreich 1) auf 629 kHz mit 1 kW Sendeleistung und das 2. Programm (Österreich 2, heute das regionalisierte Ö2) auf 584 kHz mit 10 kW Sendeleistung aus und verwendete als Sendeantenne einen 104 m hohen Sendemast. 1984 wurde der Sender Lienz stillgelegt, einige Zeit später wurde der Sendemast abgebaut und auf dem Gelände ein Altenwohn- und Altenpflegeheim errichtet. Das ehemalige Sendergebäude dient als Eingangstrakt in das Wohnheim.